# Präsent 20

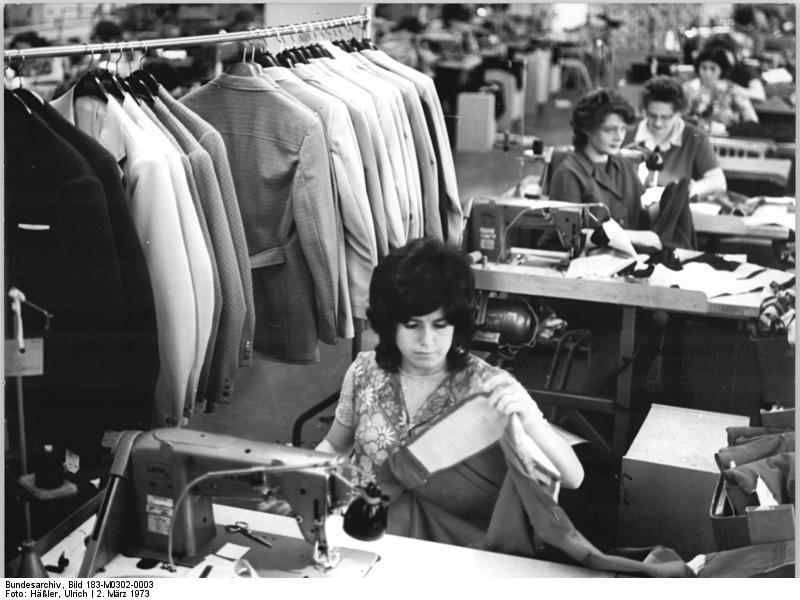
Fertigung von Präsent-20-Sakkos im VEB Herrenmode Dresden, Werk Bischofswerda

Präsent 20 war der Name eines Textilstoffes, der in der DDR 1969 zu Ehren des 20. Jahrestages der Deutschen Demokratischen Republik entwickelt wurde und das Grundmaterial für eine umfangreiche gleichnamige Bekleidungsserie bildete.

## Entwicklung und Produktion
Zum 20. Geburtstag der Republik im Jahre 1969 wollte die DDR ihre Bürger mit einem „Stoff, aus dem die Träume sind“ beglücken. Zur Produktion wurde das VEB Textilkombinat Cottbus errichtet, die Einweihung erfolgte durch Erich Honecker am 29. September 1969. Das Kunstfasermaterial war aus 100 % Polyester und sollte dem westdeutschen Trevira Konkurrenz machen. Die aus dem Stoff produzierte Kleidung war knitterfrei, pflegeleicht und strapazierfähig. Wegen dieser positiven Eigenschaften wurde das Material dann u. a. auch für Vorhänge, Stuhlbezüge und Tischdecken verwendet.
Bereits Anfang der 1970er Jahre geriet der Bekleidungsstoff in die Kritik der Verbraucher: Die Kleidungsstücke luden sich elektrostatisch auf, standen immer etwas steif ab und man schwitzte schnell darin. 1974 wurde die Produktion der Faser eingestellt. Trotzdem wurde in der Betriebschronik des Herstellerkombinats das Material wegen der neuen Herstellungstechnik, der Geschwindigkeit der Produktion und der Qualität des Erzeugnisses als 
„Weltspitzenerzeugnis“ gefeiert. Dabei wurde verschwiegen, dass die eingesetzten Großrundstrickmaschinen aus der Bundesrepublik importiert worden waren.